# Gustav Hasselbrink
Karl Gustav Hasselbrink, född den 10 februari 1900 i Guldsmedshyttans församling, Örebro län, död den 26 februari 1982 i Uppsala, var en svensk präst och språkforskare. 
Hasselbrink är framför allt känd för en sydsamisk ordbok och för sin tidiga analys av omljud i sydsamiska. Han var i många år präst i Vilhelmina, och det var där han samlade in material för en doktorsavhandling i språk 1944. År 1957 gav han ut en läsebok på sydsamiska tillsammans med Knut Bergsland. Hasselbrink är begravd på Uppsala gamla kyrkogård.